# Ophiarachna
Ophiarachna is een geslacht van slangsterren uit de familie Ophiodermatidae, en het typegeslacht van de onderfamilie Ophiarachninae.

## Soorten
- Ophiarachna affinis Lütken, 1869
- Ophiarachna delicata (H.L. Clark, 1932)
- Ophiarachna incrassata (Lamarck, 1816)
- Ophiarachna liasica Kutscher, 1996 †
- Ophiarachna martinblomi Jagt, 2000 †
- Ophiarachna mauritiensis De Loriol, 1893
- Ophiarachna megacantha H.L. Clark, 1938
- Ophiarachna ohshimai Murakami, 1943
- Ophiarachna quinquespinosa Koehler, 1922
- Ophiarachna robillardi De Loriol, 1893